# Sociologie médií
Sociologie médií je odvětví sociologie, které se zabývá sociálními podmínkami a důsledky ve vztahu mezi společenskostí a mediální komunikací.

## Historie
V minulosti sociologie médií nevyvinula nezávislý sociologický koncept a proto byl výzkum soustředěn především na masmédia. Michael Jäckel například v úvodu do učebnice „Sociologie médií“, zveřejněné v roce 2005, píše, že program sociologie médií spočívá v „(...) hledání strukturálních prvků, které lze přičíst dostupnosti nabídek distribuovaných prostřednictvím hromadné sdělovací prostředky." (Str. 10). To se zdálo věrohodné, dokud v moderní společnosti nebylo uspořádání a realizace procesů formování vůle veřejného mínění stěží představitelné, kromě masmédií. Také sociolog Max Weber již v roce 1910 ve svém návrhu na „průzkum sociologie novinového průmyslu“ zaznamenal sociální význam tisku. Společenský význam hromadných sdělovacích prostředků (masmédií) obecně, a zejména pro produkci a reprodukci veřejnosti, zdůraznili ostatní na konci dvacátého století, mimo jiné i sociolog Niklas Luhmann.
Dále mělo vliv na koncentraci sociologie na masmédia a na význam veřejné sféry studium sociálního filozofa Jürgena Habermase o „strukturální změně veřejnosti“ (1962).
Počátkem masových médií jsou noviny, které byly vyvinuty z pamfletů a informačních letáků. Vznik tisku je považován za důležitou událost, jelikož byli na jednom místě zachyceny informace, zábava i reklama. V období vzniku zajímavějších médií jako filmu, rozhlasu a televize se zájem o tisk začal snižovat. V letech 1970–2000 se největšího rozmachu dočkala televize. Poskytovatelé televizí přišli k moci růstem satelitní a kabelové televize. Média sehrála významnou roli v cestě za Sametovou revolucí.

## Vliv médií na společnost
Bylo provedeno několik výzkumů, které ukazují, že televize má vliv na chování. Výzkum provedený panem Gerbnerem, který analyzoval společně se svými spolupracovníky hlavní americké kanály, ukázal, že asi 80 procent vysílaných pořadů obsahovalo epizody, ve kterých bylo zobrazeno násilí. F.S. Anderson poté metaanalýzou utvrdil, že až 75 procent studií ukázalo, že agresivita je zvýšena vlivem televize. Důraz je také věnovaný na televizní zprávy, které výzkumy, mimo jiné i prací Glasgowské skupiny, jsou označeny jako hlavním zdrojem informací o světě pro jedince, kteří nečtou tisk.

## Rozšířený pojem médií
Koncept rozšířených médií je založen na zkoumání komunikačních médií, jako je jazyk nebo (ruční) psaní, a symbolicky zobecněných komunikačních médií, jako jsou peníze, láska, pravda, které umožňují a formují společenskost.
Sociolog Udo Thiedeke navrhl, že média by neměla být zkoumána v rámci specifické mediální sociologie, ale měla by být chápána jako komunikační média, a tedy jako předmět obecné sociologie. Na základě základní otázky sociologie navržené Niklasem Luhmannem o tom, jak je možný společenský řád, se Thiedeke ptá, jak je možná společenskost ve vztahu ke komunikačním médiím, jako je společenskost za podmínek mediální komunikace. Tato sociologická koncepce médií by měla spíše zahrnovat všechna komunikační média, která se orientují na strukturování významu na základě technických a sociálních očekávání souvisejících s médii. Sociologie médií se dle Thiedekeho zabývá technickými a sociálními mediálními komunikačními strukturami, jako je jazyk, vysílání, počítače, internet atd., které ve specifických médiích tvoří význam společenskosti.
Thiedeke vypracoval tuto definici: komunikační média jsou „sociálně-technicky fungující strukturální mechanismy významu“ (2012: 145) S ohledem na změněnou mediální komunikaci prostřednictvím počítačů / sítí a internetu se média rozlišují na stará a nová média . Nová média nebo kybernetická interakční média jsou zamýšlena jako média pozornosti, která se na rozdíl od starých médií již nezaměřují na komunikaci komunikace, ale na individuální design a kontrolovatelnost komunikace.
Jeden z prvních masmediálních teoretiků Harold Innis tvrdil, že různé druhy společnosti jsou ovlivněny různými sdělovacími prostředky – některé jsou odolné z časového hlediska, jiné usnadňují lepší komunikaci díky lehkosti a možnosti přenášet. Tyto myšlenky následoval Marshall McLuhan, který je užil ve společnosti moderní doby. Výrokem „sdělovací prostředek je sám o sobě sdělením“ řekl, že společnost je více ovlivněna povahou sdělovacích prostředků, než tím, co obsahují zprávy. Lidí po celém světě se stávají spoluúčastníky hlavních událostí jejich sledováním v globální vesnici, která je utvořena elektronickými médii.

## Stará a nová média
Podle Thiedekeho se média jako mechanismy strukturování významu zásadně liší v následujícím:
- Rozlišování médií (symbolická specifikace komunikace, například znaků)
- Pozornost médií (symbolická komunikace, jako jsou hromadná média a internet)
- Porozumění médiím (symbolická zobecňující komunikace, jako jsou peníze a láska)

Díky jejich sociálně-technickému fungování a symbolické konstrukci významu (prostřednictvím očekávání příslušné formy komunikace) jsou média pozornosti schopna zaměřit pozornost na komunikaci mediální komunikace a jsou dále rozdělovány na:
- jednotlivá média
- hromadné sdělovací prostředky (masmédia)
- kybernetická interakční média

Jednotlivá média reagují na problém přímého adresování zpráv kvůli jejich sociálně-technickému fungování. Jejich specifickými formami komunikace jsou jazyk, psaní, gesta atd. Vnímá se horizont smyslu kolektivní paměti. Komunikace je velmi omezena smyslovými dimenzemi (faktickými, prostorovými, časovými a sociálními).
Masová média reagují na problém nepřímého adresování zpráv potenciálně všem kvůli jejich sociálně-technickému fungování. Jejich formy komunikace zahrnují mimo jiné rozhlas, televizi, noviny atd. Zde je nastaven horizont významu veřejnosti. Masmédia jsou rozsáhlejší kvůli jejich komunikačním možnostem prostřednictvím smyslových dimenzí.
Kybernetická interakční média, díky jejich sociálně-technickému fungování, otevírají sdělení pro interaktivní návrh a kontrolu jednotlivců, skupin, známých / neznámých a umělých / přirozených účastníků komunikace. Upravuje smyslový horizont kyberprostoru. Masová média mohou nyní komunikovat individuálně s médiem interakce. Jsou založeny především na počítači, jehož prostřednictvím lze zprávy mediální komunikace transformovat do interaktivního rozhraní.
Tradiční média, jako je rádio a řeč (proslovy), nejsou v žádném případě zastaralá. Nová média nebo nová mediální komunikace se vyznačují především tím, že v sobě kombinují komunikační možnosti starých médií a získávají nové očekávání. Taková očekávání jsou normalizační očekávání pro virtualizaci aktuálně definované reality. Virtualizace by se zde měla nazývat procesem, který posouvá aktuálně definovanou realitu na něco možného. Vyvíjejí se řady sociálně-technických očekávání, která vytvářejí smysluplné možnosti komunikace.